# Cándida López Cano
Càndida López Cano, va néixer en Socuéllamos, Ciudad Real, Castella-la Manxa l'any 1936 i mor a Alacant, Comunitat Valenciana el 25 de setembre de l'any 2013.
Va treballar com a model professional, àmbit laboral en el qual emprava el pseudònim de Ita de l'Olmo. Més tard va passar a treballar d'actriu, i aquesta vegada va utilitzar com a nom professional Candice Kay. Mentre és actriu coneix al que es convertiria en el seu espòs (en 1964), el també actor, Aldo Sambrell, per qui acabaria treballant com a representant, i amb qui va tenir un fill, Alfredo Xavier Sánchez Cavaleiro.

## Filmografia[4]
- Río Seco (Curt) (amb el pseudònim de Candice Kay) en 2006
- Al oeste de Río Grandes (com Candice Kay) en 1983
- La doctora, el alcalde y su señora, en el papel de Bella (com Candice Kay) en 1982
- Matar para vivir (com Candice Kay) en 1980
- Los tres supermanes contra el padrino (no surt en els títols de crèdit) en 1979
- La última jugada en el papel de Helen Carstairs (com Candice Kay) en 1975
- El otro Fu-Man-Chúen 1946